# Naomi Hilhorst
Naomi Hilhorst (Goor, 26 oktober 2001) is een Nederlands voetbalster die uitkomt voor Excelsior in de Eredivisie.

## Carrière
Zij begon als pupil te voetballen bij de voetbalvereniging vv Twenthe in Goor. Op 16-jarige leeftijd maakte ze de overstap van Excelsior '31 uit Rijssen naar de jeugdopleiding van FC Twente. In de twee seizoenen dat ze onder contract stond speelde ze haar wedstrijden vooral in de beloftenploeg. Op 26 januari 2019 maakte ze haar debuut in de hoofdmacht in de bekerwedstrijd tegen SteDoCo (4–0). In de zomer van 2020 maakte ze de overstap naar provinciegenoot PEC Zwolle. Ze ondertekende een contract voor twee seizoenen in Zwolle.
Op 14 maart 2021 raakte Hilhorst zwaar geblesseerd tijdens de 0-1 overwinning van PEC Zwolle uit bij Ajax. Een operatie aan haar rechterknie volgde. Na 16 maanden maakte Hilhorst haar rentree in de voorbereiding op het seizoen 2022/23. Na een paar wedstrijden minuten te hebben gemaakt, raakte Hilhorst opnieuw zwaar geblesseerd. Ditmaal aan haar linkerknie, waarna opnieuw een operatie en lange revalidatieperiode volgt.
Na bijna drie jaar blessureleed, maakte Hilhorst op 3 februari 2024 haar rentree bij PEC Zwolle in een uitwedstrijd tegen PSV. Hilhorst tekende op 15 mei 2024 een nieuwe verbintenis die haar tot medio 2025 aan PEC Zwolle verbonden houdt. Na het seizoen 2025/26 liet Hilhorst PEC Zwolle achter zich en tekende ze een contract bij competitiegenoot Excelsior.

### Carrièrestatistieken
| Seizoen                     | Club            | Land            | Competitie         | Competitie | Competitie | Beker | Beker | Internationaal | Internationaal | Overig | Overig | Totaal | Totaal |
| Seizoen                     | Club            | Land            | Competitie         | Wed.       | Dlp.       | Wed.  | Dlp.  | Wed.           | Dlp.           | Wed.   | Dlp.   | Wed.   | Dlp.   |
| --------------------------- | --------------- | --------------- | ------------------ | ---------- | ---------- | ----- | ----- | -------------- | -------------- | ------ | ------ | ------ | ------ |
| 2018/19                     | FC Twente       | Nederland       | Vrouwen Eredivisie | 2          | 0          | 1     | 0     | –              | –              | 0      | 0      | 3      | 0      |
| 2019/20                     | FC Twente       | Nederland       | Vrouwen Eredivisie | 6          | 0          | 1     | 2     | 1              | 0              | 2      | 0      | 10     | 2      |
| 2020/21                     | PEC Zwolle      | Nederland       | Vrouwen Eredivisie | 12         | 4          | 1     | 0     | –              | –              | 4      | 1      | 17     | 5      |
| 2021/22                     | PEC Zwolle      | Nederland       | Vrouwen Eredivisie | 0          | 0          | 0     | 0     | –              | –              | –      | –      | 0      | 0      |
| 2022/23                     | PEC Zwolle      | Nederland       | Vrouwen Eredivisie | 0          | 0          | 0     | 0     | –              | –              | –      | –      | 0      | 0      |
| 2023/24                     | PEC Zwolle      | Nederland       | Vrouwen Eredivisie | 9          | 1          | 0     | 0     | –              | –              | –      | –      | 9      | 1      |
| 2024/25                     | PEC Zwolle      | Nederland       | Vrouwen Eredivisie | 17         | 0          | 1     | 0     | –              | –              | 0      | 0      | 18     | 0      |
| 2025/26                     | Excelsior       | Nederland       | Vrouwen Eredivisie | 0          | 0          | 0     | 0     | –              | –              | 0      | 0      | 0      | 0      |
| Carrière totaal             | Carrière totaal | Carrière totaal | Carrière totaal    | 46         | 5          | 4     | 2     | 1              | 0              | 6      | 1      | 57     | 8      |
| Bijgewerkt tot 15 juli 2025 |                 |                 |                    |            |            |       |       |                |                |        |        |        |        |

## Interlandcarrière
Hilhorst speelt sinds 2017 in verschillende jeugdelftallen van de KNVB. Ze kwam uit voor Nederland –16, Nederland –17 en Nederland –19.

### Nederland onder 19
Op 3 oktober 2018 debuteerde Hilhorst bij het Nederland –19 in een kwalificatiewedstrijd tegen Albanië –19 (12–0).
| Interlands van Naomi Hilhorst | Interlands van Naomi Hilhorst | Interlands van Naomi Hilhorst | Interlands van Naomi Hilhorst | Interlands van Naomi Hilhorst | Interlands van Naomi Hilhorst |
| №                             | Datum                         | Wedstrijd                     | Uitslag                       | Soort wedstrijd               | Doelpunten                    |
| Als speelster bij FC Twente   | Als speelster bij FC Twente   | Als speelster bij FC Twente   | Als speelster bij FC Twente   | Als speelster bij FC Twente   | Als speelster bij FC Twente   |
| ----------------------------- | ----------------------------- | ----------------------------- | ----------------------------- | ----------------------------- | ----------------------------- |
| 1.                            | 3 oktober 2018                | Nederland – Albanië           | 12 – 0                        | Kwalificatie EK –19 2019      | 1                             |
| 2.                            | 6 oktober 2018                | Nederland – Wit-Rusland       | 4 – 0                         | Kwalificatie EK –19 2019      | 0                             |
| 3.                            | 9 oktober 2018                | Polen – Nederland             | 0 – 3                         | Kwalificatie EK –19 2019      | 0                             |
| 4.                            | 18 januari 2019               | Noorwegen – Nederland         | 0 – 2                         | Vriendschappelijk             | 0                             |
| 5.                            | 20 januari 2019               | Nederland – Engeland          | 1 – 0                         | Vriendschappelijk             | 0                             |
| 6.                            | 28 februari 2019              | Nederland – China             | 2 – 1                         | Vriendschappelijk             | 0                             |
| 7.                            | 2 maart 2019                  | Schotland – Nederland         | 1 – 4                         | Vriendschappelijk             | 2                             |
| 8.                            | 4 maart 2019                  | Nederland – Spanje            | 2 – 0                         | Vriendschappelijk             | 0                             |
| 9.                            | 6 april 2019                  | Nederland – Rusland           | 1 – 0                         | Kwalificatie EK –19 2019      | 0                             |
| 10.                           | 9 april 2019                  | IJsland – Nederland           | 1 – 2                         | Kwalificatie EK –19 2019      | 0                             |
| 11.                           | 16 juli 2019                  | Noorwegen – Nederland         | 0 – 5                         | EK –19 2019                   | 0                             |
| 12.                           | 19 juli 2019                  | Nederland – Frankrijk         | 1 – 3                         | EK –19 2019                   | 0                             |
| 13.                           | 22 juli 2019                  | Nederland – Schotland         | 4 – 0                         | EK –19 2019                   | 0                             |
| 14.                           | 28 augustus 2019              | België – Nederland            | 2 – 5                         | Vriendschappelijk             | 0                             |
| 15.                           | 1 september 2019              | Nederland – Duitsland         | 1 – 0                         | Vriendschappelijk             | 0                             |
| 16.                           | 2 oktober 2019                | Nederland – Montenegro        | 9 – 0                         | Kwalificatie EK –19 2020      | 1                             |
| 17.                           | 5 oktober 2019                | Nederland – Oekraïne          | 4 – 1                         | Kwalificatie EK –19 2020      | 1                             |
| 18.                           | 6 november 2019               | Nederland – Engeland          | 7 – 0                         | Vriendschappelijk             | 0                             |
| 19.                           | 10 november 2019              | Noorwegen – Nederland         | 1 – 2                         | Vriendschappelijk             | 0                             |
| 20.                           | 4 maart 2020                  | Denemarken – Nederland        | 1 – 2                         | Vriendschappelijk             | 0                             |
| 21.                           | 6 maart 2020                  | Nederland – Verenigde Staten  | 1 – 2                         | Vriendschappelijk             | 1                             |
| 22.                           | 8 maart 2020                  | Nederland – Polen             | 5 – 2                         | Vriendschappelijk             | 0                             |

### Nederland onder 17
Op 1 oktober 2017 debuteerde Hilhorst bij het Nederland –17 in een kwalificatiewedstrijd tegen Turkije –17 (3–0).
| Interlands van Naomi Hilhorst   | Interlands van Naomi Hilhorst   | Interlands van Naomi Hilhorst   | Interlands van Naomi Hilhorst   | Interlands van Naomi Hilhorst   | Interlands van Naomi Hilhorst   |
| №                               | Datum                           | Wedstrijd                       | Uitslag                         | Soort wedstrijd                 | Doelpunten                      |
| Als speelster bij Excelsior '31 | Als speelster bij Excelsior '31 | Als speelster bij Excelsior '31 | Als speelster bij Excelsior '31 | Als speelster bij Excelsior '31 | Als speelster bij Excelsior '31 |
| ------------------------------- | ------------------------------- | ------------------------------- | ------------------------------- | ------------------------------- | ------------------------------- |
| 1.                              | 1 oktober 2017                  | Turkije – Nederland             | 0 – 3                           | Kwalificatie EK –17 2018        | 0                               |
| 2.                              | 4 oktober 2017                  | Nederland – Estland             | 9 – 0                           | Kwalificatie EK –17 2018        | 0                               |
| 3.                              | 7 oktober 2017                  | Nederland – Tsjechië            | 3 – 0                           | Kwalificatie EK –17 2018        | 0                               |
| 4.                              | 28 februari 2018                | Nederland – Zweden              | 4 – 2                           | Vriendschappelijk               | 0                               |
| 5.                              | 23 maart 2018                   | Nederland – Roemenië            | 2 – 0                           | Kwalificatie EK –17 2018        | 0                               |

### Nederland onder 16
Op 18 februari 2017 debuteerde Hilhorst bij het Nederland –16 in een vriendschappelijke wedstrijd tegen Portugal –16 (4–1).
| Interlands van Naomi Hilhorst   | Interlands van Naomi Hilhorst   | Interlands van Naomi Hilhorst   | Interlands van Naomi Hilhorst   | Interlands van Naomi Hilhorst   | Interlands van Naomi Hilhorst   |
| №                               | Datum                           | Wedstrijd                       | Uitslag                         | Soort wedstrijd                 | Doelpunten                      |
| Als speelster bij Excelsior '31 | Als speelster bij Excelsior '31 | Als speelster bij Excelsior '31 | Als speelster bij Excelsior '31 | Als speelster bij Excelsior '31 | Als speelster bij Excelsior '31 |
| ------------------------------- | ------------------------------- | ------------------------------- | ------------------------------- | ------------------------------- | ------------------------------- |
| 1.                              | 18 februari 2017                | Nederland – Portugal            | 4 – 1                           | Vriendschappelijk               | 0                               |
| 2.                              | 20 februari 2017                | Duitsland – Nederland           | 0 – 2                           | Vriendschappelijk               | 0                               |
| 3.                              | 2 juli 2017                     | Nederland – Denemarken          | 0 – 0                           | Vriendschappelijk               | 0                               |
| 4.                              | 4 juli 2017                     | Noorwegen – Nederland           | 2 – 0                           | Vriendschappelijk               | 0                               |
| 5.                              | 6 juli 2017                     | Finland – Nederland             | 1 – 1                           | Vriendschappelijk               | 0                               |

## Erelijst
FC Twente
| Nationaal      |    |         |
| Landskampioen  | 1× | 2018/19 |
| Eredivisie Cup | 1× | 2019/20 |